# Phantastische Tierwesen und wo sie zu finden sind (Film)
Phantastische Tierwesen und wo sie zu finden sind (Originaltitel: Fantastic Beasts and Where to Find Them) ist ein britisch-US-amerikanischer Fantasyfilm von David Yates, der Elemente aus dem gleichnamigen Buch enthält, das von der Autorin der Harry-Potter-Romane, Joanne K. Rowling, als Begleitwerk zur Roman-Serie geschrieben wurde. Mit dem Film gab Rowling ihr Debüt als Drehbuchschreiberin. Die ursprünglich als fiktives Lehrbuch verfasste Vorlage diente somit der Inspiration eines ersten Ablegers der Harry-Potter-Filmreihe, der sich im selben Filmuniversum bewegt. Der Film ist der erste Teil einer geplanten fünfteiligen Filmreihe und kam am 16. November 2016 in die Kinos in Österreich, am Folgetag in der Schweiz und Deutschland sowie am 18. November in den USA.
Im Rahmen der Oscarverleihung 2017 erhielt Colleen Atwood eine Auszeichnung für die besten Kostüme.

## Handlung
Im Jahr 1926 erreicht der exzentrische Magizoologe Newt Scamander per Schiff die Stadt New York. Er kommt mit seinem abgenutzten Koffer nach Amerika, in den mehr hineinpasst, als man im ersten Moment vermuten möchte. So befindet sich darin eine ganze Sammlung seltener und als gefährlich angesehener magischer Kreaturen, die Newt auf seinen Reisen rund um den Globus finden konnte, darunter auch ein Niffler und seine Bowtruckles. Newt ist nach Amerika gekommen, um den Donnervogel Frank, den er in Ägypten aus den Fängen von Tierhändlern gerettet hat, zurück in dessen natürlichen Lebensraum nach Arizona zu bringen. Hiernach will er zurück nach England, um dort sein Buch Phantastische Tierwesen und wo sie zu finden sind zu beenden, in dem er erläutert, warum solche Tierwesen geschützt werden sollten. Zunächst aber macht der Magizoologe mit der amerikanischen Zauberergesellschaft Bekanntschaft, die es vorzieht, sich vor Nicht-Zauberern („No-Maj“) zu verstecken. Zudem hinterlässt in New York seit einiger Zeit ein mysteriöses Wesen eine Spur der Verwüstung und einige in der Bevölkerung machen die magische Gemeinschaft dafür verantwortlich. So versucht Mary Lou Barebone, die als fanatische Anführerin der Second Salemers das Vermächtnis der Hexenprozesse von Salem fortführt, die Stimmung gegen die New Yorker Zauberwelt anzuheizen. Der Zauberer Percival Graves steht mit ihrem Adoptivsohn Credence in Kontakt, einem jungen, verstörten Mann, den er für einen Squib hält und von dem er Hinweise auf eine sehr junge Hexe mit starken magischen Kräften zu erhalten hofft.

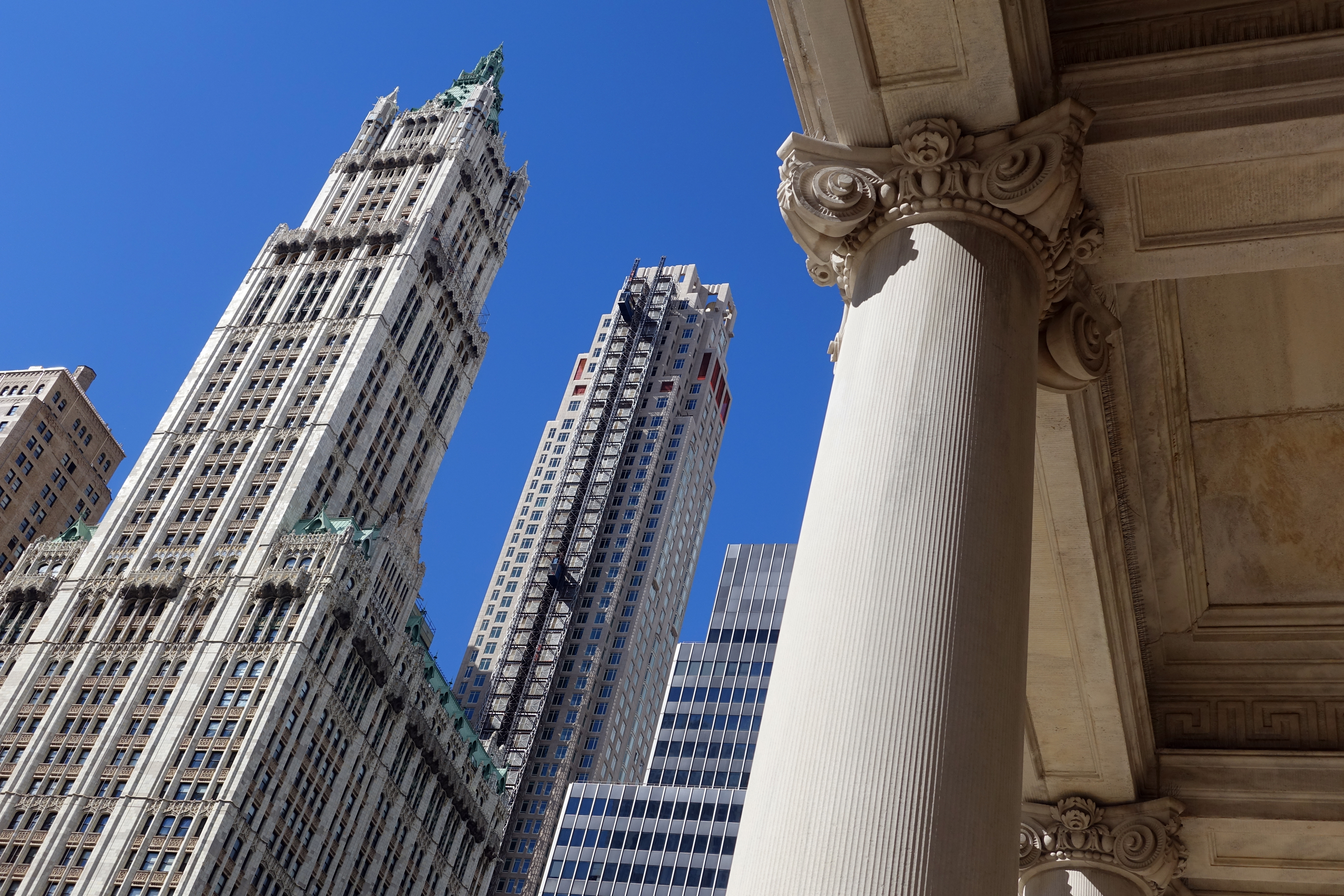
Der Magical Congress of the United States of America ist im New Yorker Woolworth Building untergebracht

Kurz nach seiner Ankunft entwischt Newts Niffler aus seinem Koffer und begibt sich in der Steen National Bank auf Diebestour. Er trifft dort auf den No-Maj Jacob Kowalski, der Scamanders silbernes Ei eines Occamys in die Hände bekommt. Der Magizoologe holt sich das Ei zurück und fängt seinen Niffler wieder ein. Als er Jacob, der durch Scamanders Handeln von diesen Tierwesen und der Existenz von Magie erfahren hat, mit einem Vergessenszauber belegen will, schlägt der No-Maj ihn mit dem Koffer nieder und verschwindet. Hierbei verwechselt er seinen Koffer mit dem Scamanders. Newt wird bei all dem von Porpentina Goldstein, genannt Tina, beobachtet, die für den MACUSA arbeitet, den Magischen Kongress der Vereinigten Staaten von Amerika. Dorthin bringt Tina Newt, welcher während einer Durchsuchung feststellen muss, dass er den falschen Koffer mit sich führt, denn Jacobs Koffer enthält nur Gebäck. Seraphina Picquery, die Präsidentin des MACUSA, befürchtet, dass es zu einem Krieg mit den No-Majs kommen könnte, wenn es ihnen nicht gelingt, die Bedrohung durch die Wesen aufzuhalten, und sie vermutet, dass die Geschehnisse in der Stadt auch mit Gellert Grindelwalds Angriffen in Europa in Zusammenhang stehen.
Porpentina und Newt begeben sich gemeinsam auf die Suche nach dem No-Maj. Als sie ihn finden, sind zwischenzeitlich einige Tierwesen aus dem Koffer entkommen und Jacob wurde von einem Murtlap gebissen. Newt und Jacob kommen fürs Erste bei Tina und ihrer Schwester Queenie Goldstein unter, die schnell ein Auge auf den No-Maj wirft. Die Schwestern teilen sich eine Wohnung und beide arbeiten im Zauberstab-Lizenzierungsbüro der magischen Welt der Stadt, wo sie niederen Schreibtischjobs nachgehen. Früher war Tina selbst einmal Aurorin. Der Magizoologe zeigt Jacob die Tierwesen, die er in seinem Koffer mit sich führt, darunter die zwei letzten Graphorns mit ihrem Jungen, einen Nundu und eine Herde von Mondkälbern. Gemeinsam beginnen sie, die fehlenden Exemplare aufzuspüren und in ihre Habitate, die sich im Inneren des Koffers befinden, zurückzubringen. Jacob hilft, soweit er kann. Newts Niffler fangen sie in einem Juweliergeschäft ein und die Erumpent-Dame im Central Park Zoo. Auch hierbei werden sie von Tina beobachtet, die sie im Koffer eingeschlossen zu Seraphina Picquery bringt. Dort werden alle drei festgenommen und Newt und Tina werden, weil man sie beschuldigt, durch ihre Nachlässigkeiten für den Tod des New Yorker Senators Henry Shaw verantwortlich zu sein, nach einem Verhör durch Percival Graves, den Leiter der Abteilung für magische Strafverfolgung des MACUSA, zum Tode verurteilt. Niemand glaubt Newt, dass seine entflohenen Tierwesen für die Vorfälle in der Stadt und den Tod Shaws nicht verantwortlich sein können. Ein böser Sturzfalter und sein Bowtruckle Pickett, die der Magizoologe stets bei sich trägt, helfen den beiden, der Hinrichtung zu entkommen. Nützliche Informationen und Hilfe erhofft sich das Quartett von dem Gangster-Kobold Gnarlack, den sie in seinem Speakeasy The Blind Pig aufsuchen. Dieser will für seine Unterstützung Newts Bowtruckle Pickett haben, mehr noch aber ist Gnarlack an der Belohnung interessiert, die der MACUSA auf Newt und Tina ausgesetzt hat. Der Kobold ruft den MACUSA, doch die Freunde können erneut entwischen.
Nachdem sie Newts entflohenen Demiguise Dougal aufgespürt und auch das letzte fehlende Tierwesen, einen Occamy, gefangen haben und glauben, alles wieder in Ordnung gebracht zu haben, signalisiert Frank durch sein Verhalten, dass Gefahr in Verzug ist. Diese geht von Credence aus, der mittlerweile seine Adoptivmutter getötet und Percival Graves seine enormen magischen Fähigkeiten offenbart hat. Beim Versuch, Credence’ Obscurus in einem New Yorker U-Bahnhof unter Kontrolle zu bringen, werden Tina und Newt von Percival Graves und anderen MACUSA-Mitarbeitern gestört und der Obscurus vernichtet. Graves, der hiervon im höchsten Maße verärgert ist, wird nach einem kurzen Kampf von Newt enttarnt: In Wirklichkeit handelt es sich bei ihm um den weltweit gesuchten Schwarzmagier Gellert Grindelwald.
Um der New Yorker Bevölkerung die Erinnerung an die Geschehnisse der letzten Tage zu nehmen, lässt man einen Vergessenszauber auf die Stadt regnen. Auch die Erinnerungen von Jacob werden gelöscht und damit seine Gedanken an einen letzten Kuss von Queenie. Als Dank lässt ihm Newt jedoch einen Koffer mit den wertvollen Occamy-Eierschalen zukommen, bevor er sich am Hafen von New York von Tina verabschiedet, mit dem Versprechen, ihr eine Ausgabe seines Buches vorbeizubringen. Jacob eröffnet seine eigene Bäckerei. Er scheint noch Erinnerungen an Scamanders Tierwesen zu haben, denn viele seiner Backwerke weisen Ähnlichkeit mit Nifflern, Demiguises und Erumpents auf. Eines Tages entdeckt Jacob eine junge Frau in seinem Laden, die ihm bekannt vorkommt: Queenie. Bei diesem Anblick regt sich ein winziger Erinnerungsschimmer in ihm.

## Figuren
Newt Scamander und Gellert Grindelwald werden bereits in den Bänden der Harry-Potter-Reihe erwähnt. Grindelwald hatte zudem einen kurzen Auftritt in Harry Potter und die Heiligtümer des Todes – Teil 1. Neben einer Reihe von Menschen – Magiern und Nichtmagiern – und menschenähnlichen Wesen wie Kobolden sind im Film eine Reihe von Tierwesen zu sehen, die Rowling speziell für die geplante Filmreihe und für die zugehörigen Begleitwerke geschaffen hat, insbesondere in Amerika, Afrika, Australien und Asien beheimatete Kreaturen. Unter den Tierwesen finden sich mehrere mit individuellen Namen, so Newts Donnervogel Frank, sein Demiguise Dougal und die Bowtruckles Pickett, Titus, Finn, Poppy, Marlow und Tom.

## Produktion

### Entstehungsgeschichte
Am 12. September 2013 ließ Warner Bros. verlauten, dass J. K. Rowling bei Phantastische Tierwesen und wo sie zu finden sind ihr Debüt als Drehbuchschreiberin geben werde und dies den Anfang einer geplanten Reihe von Produktionen markiere, die auf den Harry-Potter-Begleitbüchern basiere. Zu Beginn der Reihe, die in den 1920er Jahren spielt, wird das Leben des Newt Scamander beschrieben, eines Autors magischer Bücher, der 70 Jahre, bevor Harry Potter nach Hogwarts kommt, lebt. Der erste Film der geplanten Reihe soll jedoch weder ein Prequel noch eine Fortsetzung der Harry-Potter-Romanverfilmungen darstellen.
Im Oktober 2013 wurde die Mitarbeit von David Heyman bekannt, der zuvor bereits alle Harry-Potter-Filme produzierte. Daniel Radcliffe ließ jedoch verlauten, dass er im neuesten Zauberabenteuer keine Rolle übernehmen werde. Die Regie übernahm David Yates, der in dieser Funktion bereits bei den letzten vier Harry-Potter-Filmen fungierte. Yates arbeitete parallel zu den Dreharbeiten an der Nachbearbeitung des Films The Legend of Tarzan, der ebenfalls von Warner Bros. produziert wurde.
Im Juli 2014 kündigte Warner Bros. an, dass die Dreharbeiten in den Warner-Brothers-Studios in Leavesden (England) stattfinden werden.
Im Oktober 2014 gab das Studio bekannt, dass es sich bei Phantastische Tierwesen und wo sie zu finden sind um eine Filmreihe handele, die mindestens eine Trilogie werden solle. Dies wurde von Rowling Ende Februar 2016 bestätigt. Der zweite Teil kam am 16. November 2018, also zwei Jahre nach dem ersten Film, in die US-amerikanischen Kinos. Teil Nummer drei sollte wieder zwei Jahre später, am 20. November 2020, in die US-amerikanischen Kinos kommen, allerdings wurde die Premiere um ein Jahr auf den 12. November 2021 verschoben. Im Rahmen eines Fan Events am 13. Oktober 2016 in London wurde bekannt, dass eine Pentalogie geplant ist.

### Besetzung und Synchronisation
Nachdem anfänglich die Schauspieler Matt Smith und Nicholas Hoult für die Rolle des Newt Scamander im Gespräch waren, wurde die Hauptrolle im Juni 2015 mit dem britischen Oscar-Preisträger Eddie Redmayne besetzt. Der Produzent des Films, David Heyman, sagte später, Redmayne sei die erste Wahl gewesen, weil er ein zeitloser Schauspieler sei, der sehr gut in das New York der 1920er Jahre passe und als Brite überzeugend die Rolle des aus England stammenden Newt Scamander spielen könne.
Die Rolle von Porpentina wurde an Katherine Waterston vergeben. Im Juli 2015 wurde die Besetzung der Queenie (Porpentinas jüngere Schwester) mit der Sängerin Alison „A Fine Frenzy“ Sudol bekannt gegeben, die Rolle des Jacob wurde an den Tony-Award-Preisträger Dan Fogler vergeben. Fogler, der im Film einen in New York arbeitenden Bäcker spielt, hat nach eigenen Aussagen einen Großvater, der früher wirklich als Bäcker in der Lower East Side der Stadt arbeitete.
Die Rolle von Credence Barebone wurde mit Ezra Miller besetzt. Warner Bros. machte für Miller, der ein gleichzeitiges Engagement für den Film The Flash hatte, für dessen Hauptrolle er vorgesehen war, eine Ausnahme. So durfte Miller beide Figuren spielen. Später wurde bekannt, dass weder Albus Dumbledore noch Harry Potter und auch nicht deren Darsteller Michael Gambon und Daniel Radcliffe im Film zu sehen sein werden.
Am 11. Juli 2015 castete Warner Bros. im Excel Centre in East London 20.000 Mädchen für die Rolle der Modesty Barebone. Die Rolle erhielt schließlich die zehnjährige Faith Wood-Blagrove.
Im August 2015 wurde bekannt, dass Colin Farrell in die Rolle des Zauberers Percival Graves schlüpfen soll. Kurz danach kam das Gerücht auf, dass die ebenfalls irische Schauspielerin Jenn Murray zur Crew stoßen werde, was von ihrem Agenten kurz danach bestätigt wurde. Sie wird Chastity Barebone verkörpern. Im August 2015 wurde die Verpflichtung von Samantha Morton bekannt, die die Rolle der Mary Lou Barebone übernehmen wird.
Im Oktober 2015 wurde bekannt, dass Ron Perlman im Film in die Rolle eines Goblins schlüpfen wird. Es handelte sich dabei um die Rolle des Koboldgangsters Gnarlack. Zur gleichen Zeit stießen Gemma Chan, Carmen Ejogo als Seraphina und Jon Voight als Henry Shaw senior zur Crew. Anfang November 2016 wurde bekannt, dass Johnny Depp die Rolle von Gellert Grindelwald übernommen hat, ist in einem Trailer zum Film allerdings nur kurz von hinten zu sehen. In der Fortsetzung des Films soll Depp dann eine größere Rolle spielen.
Nach dem Bekanntwerden der Hauptbesetzung wurde im August 2015 Kritik laut, die in den 1920er Jahren in New York lebende Bevölkerung werde nicht authentisch abgebildet, da alle bisher bekannten sieben Darsteller Weißhäutige seien, die Einwohner New Yorks jedoch schon damals verschiedene Hautfarben hatten. Rowling entgegnete hierauf, dass es im Film nicht nur Weiße geben werde.
Die deutschsprachige Synchronisation wurde von der FFS Film- & Fernseh-Synchron GmbH nach einem Dialogbuch von Tobias Neumann unter der Regie von Solveig Duda durchgeführt. Timmo Niesner spricht in der deutschen Fassung Newt Scamander, Kathrin Hanak und Yvonne Greitzke leihen den Schwestern Queenie und Porpentina Goldstein ihre Stimmen, Thomas Wenke spricht Jacob Kowalski, Florian Halm spricht Percival Graves, Patrick Baehr spricht Credence Barebone und Caroline Ebner synchronisiert Mary Lou.

### Dreharbeiten und Kostüme
Die Dreharbeiten zu Phantastische Tierwesen und wo sie zu finden sind begannen im August 2015 in den Warner Bros. Studios, Leavesden (England), und dauerten bis Januar 2016.
Die Außenaufnahmen fanden ausschließlich in Liverpool statt, da die Gebäude dort nach Angaben des Produzenten David Heyman gut das Flair des New Yorks der 1920er wiedergeben. Begonnen haben die Außenaufnahmen an der St. George’s Hall. Weitere Aufnahmen fanden vor und in den Cunard Buildings an der Liverpooler Merseyside und im Gebäude der ehemaligen Martins Bank in der Water Street von Liverpool statt. Die Räumlichkeiten der Bank, in deren Tresorraum während des Zweiten Weltkrieges ein Großteil des englischen Goldes lagerte, dienten im Film der Steen National Bank als Kulisse. Das Gebäude wurde 1932 fertiggestellt und die Martins Bank gilt als eines der schönsten neoklassizistischen Bauwerke in England. Es wird seit Ende der Dreharbeiten zu einem 227-Zimmer-Luxushotel umgebaut, das 2017 oder 2018 eröffnet werden soll. Die Eignung vieler in Liverpool befindlicher ikonischer Gebäude, wie der Cunard Buildings und der Martins Bank, als Kulisse für New York ergibt sich auch dadurch, dass diese von der amerikanischen Architektur beeinflusst wurden.
Anfang November 2015 wurden erste Bilder vom Filmset veröffentlicht. Für Eddie Redmayne endeten die Dreharbeiten Ende Januar 2016.
Die US-amerikanische Kostümbildnerin Colleen Atwood entwarf die Kostüme. Nachdem im US-Magazin Entertainment Weekly erste Fotos des Films veröffentlicht worden waren zeigte sich Daniel Radcliffe in einem Interview mit dem New Musical Express beeindruckt und scherzte: Oh f**k you, Eddie, in diesem genialen Kostüm… Ich bekam zehn Jahre lang Jeans und ein Oberteil mit Reißverschluss und du hast jetzt schon einen Mantel? Newt Scamander trägt im Film als stolzer ehemaliger Hufflepuff-Schüler eine goldene Weste und eine schwarze Fliege und somit die Hausfarben Hufflepuffs.

### Filmsets, Ausstattung und Nachbearbeitung
Die Ausstattung des Films wurde von dem Produktionsdesigner Stuart Craig verantwortet, der für diese Arbeit von David Heyman und den Regisseuren bereits zuvor für alle acht Harry-Potter-Filme verpflichtet worden war.
Die Innenausstattung des MACUSA ist von einer starken Verwendung der Farbe Gold geprägt, was den Reichtum und die Macht der Regierung der amerikanischen Zauberwelt verdeutlichen soll. Während das Filmset, das von ihm in Leavesden für die große Halle des MACUSA konstruiert wurde, rund 75 Meter lang ist und eine Höhe von 15 Metern hat, wurde er durch eine Nachbearbeitung der Filmaufnahmen zu einem Raum mit einer über 200 Meter hoch wirkenden Decke erweitert, der wie eine imposante, hell erleuchtete Kathedrale wirken soll, so Craig.
Da es logistisch und finanziell untragbar gewesen wäre, so Craig, den kompletten Film in den Gebäuden und Straßen New Yorks zu drehen, wurden in Leavesden eine Reihe weiterer Filmsets errichtet, darunter ein U-Bahnhof der Stadt. Weil Craig keinen Zugang zum nahe am Broadway in Lower Manhattan gelegenen City Hall-U-Bahnhof erhalten hatte, die ab 1904 Teil der New York City Subway war, aber im Jahr 1945 außer Betrieb genommen wurde und seitdem für die Öffentlichkeit gesperrt ist, musste ein entsprechendes Filmset auf Grundlage von bereits verfügbarem Bildmaterial nachgebaut werden.
In Shed 2 der Cardington Hangars in Cardington (Bedfordshire), einem ehemaligen Stützpunkt der Royal Air Force, fanden im Herbst 2015 weitere Innenaufnahmen statt. In der von Warner Bros. unter dem Namen Cardington Studios betriebenen Halle, in deren Innerem sich Stahlträger befinden und die mit großen Fenstern versehen ist, wurde das Filmset für das New Yorker Empfangsgebäude für Reisende und Immigranten eingerichtet, in dem die Passagiere zu Beginn des Films das Schiff verlassen und Scamanders Koffer auf lebendige Tiere hin untersucht wird.
Als Grafikdesigner arbeiteten Miraphora Mina und Eduardo Lima. Sie entwarfen unter anderem die Illustration auf einer Wand in einer kleinen Seitengasse, die als geheimer Zugang zum Blind Pig dient und wie eine zeitgenössische Lippenstiftwerbung wirken soll, die zum Leben erwacht, wenn sie Magie wahrnimmt.
Die im Film zu sehenden, von Newt Scamander verfolgten phantastischen Tierwesen wurden vollständig durch CGI am Computer realisiert. Für die Gestaltung der Bowtruckles, die Newt Scamander im Film als Haustiere hält, hatten Figurendesigner 200 Entwürfe gemacht, aus denen sie den einen auswählten, der im Film zu sehen ist. Nach Aussage von Eddie Redmayne handelt es sich bei den Bowtruckles um sein Lieblingstierwesen im Film. Als Inspiration für Scamanders Niffler diente ein Honigdachs. Christian Manz, der Visual Effects Supervisor des Films, sagte: „Wir schauten uns einige Großaufnahmen von einem Honigdachs an, der absolut unersättlich jemandes Haus durchsuchte, um etwas zu essen zu finden; nichts und niemand hätte sich diesem in den Weg gestellt.“

### Filmmusik und Begleitwerke
Wie Anfang April 2016 bekannt wurde, übernahm James Newton Howard die Arbeiten an der Filmmusik. Anfang Oktober 2016 wurde die Titelliste des Soundtracks bekannt, der 17 Lieder und 9 Bonustracks umfasst. Unter den Titeln finden sich solche, die die Namen von Figuren des Films beinhalten (Tina Goldstein, Credence Barebone, Newt Scamander, Gnarlack und Jacob Kowalski), aber auch auf die Phantastischen Tierwesen, die im Film gezeigt werden, anspielen (Niffler, Erumpent, Swooping Evil, Demiguise und Occamy, Thunderbird und Billywig). Das im Bonustrack enthaltene Lied Blind Pig wurde von der in London lebenden Sängerin Emmi gesungen. Die Veröffentlichung des Soundtracks von WaterTower Records auf CD, Vinyl und als Download erfolgte am 18. November 2016. Das Hauptthema des Films wurde bereits am 7. Oktober auf Pottermore vorgestellt, andere Tracks ab 2. November 2016 von WaterTower Music bei Youtube.
Am 3. November 2016 begann mit einem Konzert in der Londoner Royal Albert Hall eine Tournee, während der verschiedene Filmmusiken von James Newton Howard gespielt wurden, darunter auch Stücke aus Phantastische Tierwesen und wo sie zu finden sind. Insgesamt fanden Konzerte in 18 europäischen Städten statt, darunter in Paris, Budapest, Antwerpen und Zürich.
Im Dezember 2016 wurde der Soundtrack als Anwärter bei der Oscarverleihung 2017 in der Kategorie Beste Filmmusik in die Kandidatenliste (Longlist) aufgenommen, aus denen die Mitglieder der Akademie die offiziellen Nominierungen bestimmten. Das auf dem Soundtrack enthaltene Lied Blind Pig wurde in die Longlist für den Besten Filmsong aufgenommen.
Im März 2016 kündigte Entertainment Weekly an, dass Rowling vor dem Kinostart die amerikanische Zaubergesellschaft und deren Geschichte und Institutionen in vier Kurzgeschichten, die mit Die Geschichte der Magie in Nordamerika überschrieben sind, genauer vorstellen will. Diese wurden ab 8. März bis 11. März 2016 über die offizielle Seite Pottermore veröffentlicht und hier auch in verschiedene Sprachen übersetzt angeboten. Die Kurzgeschichten handeln vom Zaubereiministerium und magischen Kongress der USA, von Ilvermorny, dem amerikanischen Pendant zu Hogwarts, und den Hexenprozessen von Salem. Zudem wird die Legende der amerikanischen Ureinwohner erzählt, hierbei insbesondere die von den sogenannten Gestaltwandlern. Die Kurzgeschichten dienen der Vorbereitung der Zuschauer auf den ersten Teil und die weiteren Filme der geplanten Filmreihe.
Das Originaldrehbuch zum Film wurde am 19. November 2016 bei Scholastic veröffentlicht und auch in einer digitalen Version über Pottermore zur Verfügung gestellt. Das Buch, das den Titel Fantastic Beasts and Where to Find Them – The Original Screenplay trägt, war einen Tag nach der Premiere des Films als E-Book und in einer gedruckten Version erhältlich und stellte neben dem kompletten Skript zum Film eine Reihe magischer Kreaturen und Figuren vor. Nach der Bekanntgabe einer Publikation des Filmskripts erreichte das Buch über Vorbestellungen schon vor der Veröffentlichung die Spitze der Bestsellerliste von Waterstones, an der sich zuvor das ebenfalls von Rowling mitverfasste Buch zum Theaterstück Harry Potter und das verwunschene Kind befunden hatte, ebenfalls ein veröffentlichtes Skript. Details zum Buchdeckel des Skripts zum Film, insbesondere zu dessen Gestaltung, wurden im Herbst 2016 bekannt. Demnach weist dieser ein roségoldenes Muster auf und besteht aus Buchstaben im Art-déco-Stil der 1920er Jahre. Zudem ist auf dem Buchdeckel ein Niffler zu sehen.
Am 18. November 2016 veröffentlichte Penguin Random House das von Rick Barba konzipierte Begleitbuch Fantastic Beasts and Where to Find Them – Newt Scamander: A Movie Scrapbook. Das Buch wird in einer Reihe weiterer Sprachen erscheinen, darunter in einer deutschen Übersetzung von Barbara Knesl im Paninia-Verlag mit dem Titel Phantastische Tierwesen und wo sie zu finden sind: Newt Scamander – Das Handbuch zum Film.
Einen Tag vor der Premiere des Films veröffentlichte Warner Bros. Interactive Entertainment ein interaktives Mobile Game mit dem Titel Fantastic Beasts: Cases From The Wizarding World, ein Hidden Objects Game.
Google kündigte zur Veröffentlichung des Films eine Anwendung im Rahmen des neuen Projekts Daydream View an, das am 10. November 2016 auf den Markt gebracht und in einer Demo-Version für Fantastic Beasts bereits im Oktober 2016 auf der Londoner Comic-Con vorgestellt wurde. Hierbei können sich Nutzer mit einer VR-Brille in einer virtuellen Umgebung bewegen und mithilfe eines kleinen Hand-Controllers einen Zauberstab steuern. Zum Kinostart soll es durch den Sprachassistenten von Google zudem möglich sein, mit einer App Smartphones Sprachbefehle zu erteilen. Durch den Befehl Lumos wird so das Fotolicht aktiviert, durch den Befehl Nox wieder ausgeschaltet. Ein weiterer Sprachbefehl ist Silencio, durch den der Ruf- und Benachrichtigungston stumm geschaltet wird.
Die Fantastic Beasts and Where to Find Them VR wurde im April 2017 in der Kategorie Virtual Reality: Gaming, Interactive, or Real-Time (Film & Video) für die Webby Awards nominiert.

### Marketing
Am 15. Dezember 2015 erschien ein erster deutscher Trailer zum Film, der zeigt, wie Tina Goldstein dem MACUSA aufgeregt eine Nachricht überbringt: Gestern kam ein Zauberer mit einem Koffer in New York an. Einem Koffer voller magischer Kreaturen. Und leider sind einige entkommen. Im Januar 2016 folgte ein dreiminütiges Featurette, das auch Kommentare der Schauspieler und Macher des Films und Ausschnitte von den Dreharbeiten zeigt.
Im Rahmen der MTV Movie Awards 2016 hat Warner Bros. am 10. April 2016 einen neuen Trailer zum Film vorgestellt, der neben Scamanders Ankunft mit dem Schiff in New York den Zauberer auch während der dortigen Einreisekontrolle zeigt und erkennen lässt, dass sein Koffer auch geöffnet werden kann, ohne dass darin Tierwesen zu sehen sind, sondern einfach Kleidung. Zudem erfährt man, dass in den USA gerade Wahlen stattfinden, für die ein Mister Shaw kandidiert, dessen Foto auf Wahlplakaten zu sehen ist. Ebenfalls im April 2016 wurde ein 2:13 min langer, erster deutscher Langtrailer veröffentlicht. Darin erfährt man, dass Scamander wegen der Gefährdung von Menschenleben durch ein Tierwesen von Hogwarts verwiesen wurde, dass er Albus Dumbledore kennt und dieser ihm sehr zugetan ist, sein Koffer zwar über ein Muggel-gerechtes Schloss verfügt, allerdings reparaturbedürftig ist und, dass man in diesen sogar hineinsteigen kann.
Am 28. Juni 2016 wurde ein Featurette veröffentlicht, das durch computeranimierte Figuren zeigt, wie die amerikanische Zauberschule Ilvermorny entstanden ist. Gleichzeitig wurde als Fortsetzung der ersten vier Geschichten zur Magie in Nordamerika die Erzählung Ilvermorny-Schule für Hexerei und Zauberei (Originaltitel Ilvermorny School of Witchcraft and Wizardry) auf Pottermore veröffentlicht, die davon berichtet, dass Ilvermorny von Isolt Sayre gegründet wurde und auf dem Mount Greylock zu finden ist.

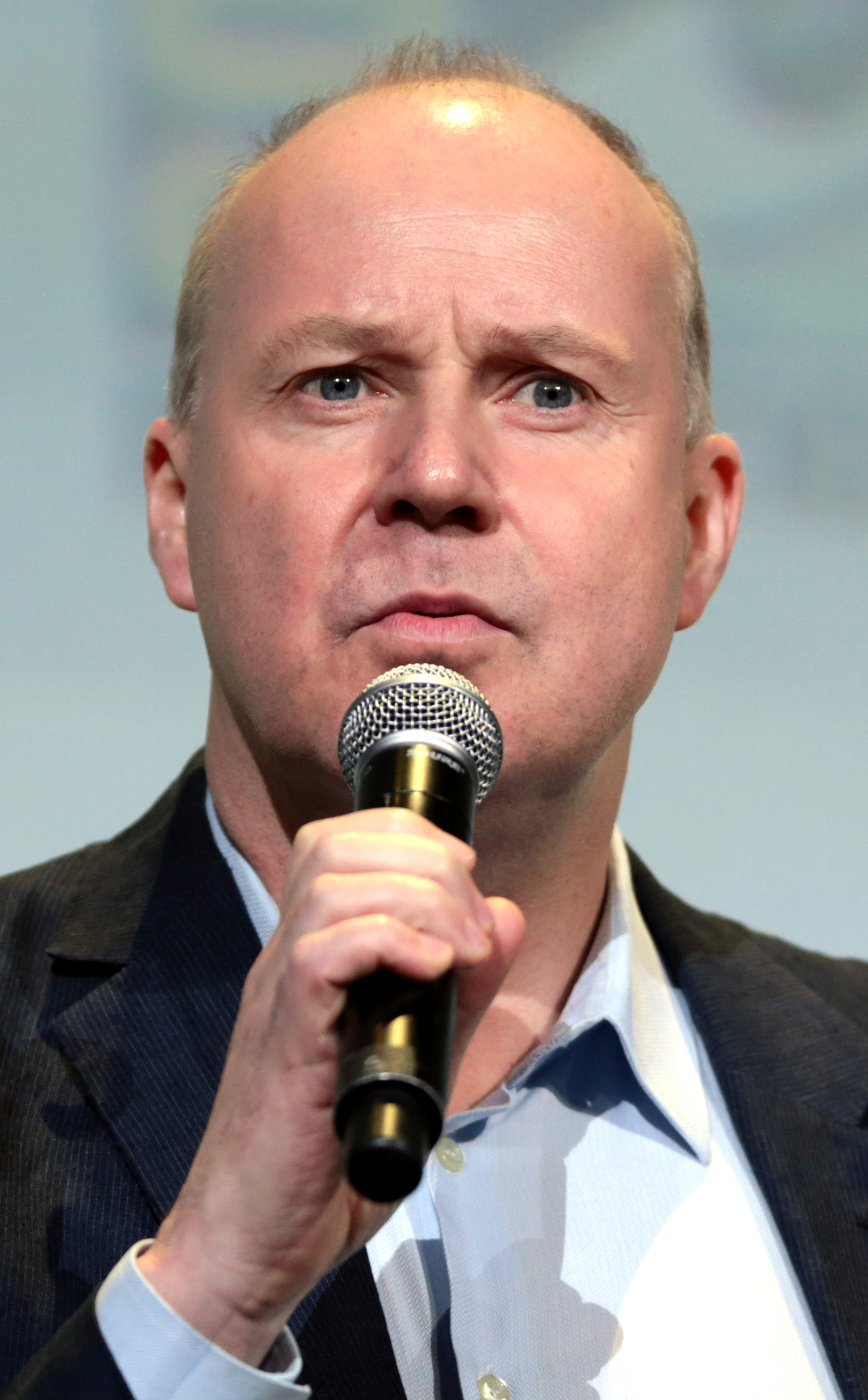
Regisseur David Yates auf der Comic-Con 2016

Auf der Comic-Con 2016 veranstaltete David Yates im Juli ein Panel. Anwesend waren auch die Schauspieler Eddie Redmayne, Katherine Waterston, Ezra Miller, Dan Fogler, Alison Sudol und Colin Farrell. In einem gleichzeitig veröffentlichten Trailer wurden eine Reihe weiterer Tierwesen gezeigt, und die MACUSA-Präsidentin Seraphina Picquery spricht eine Warnung aus, dass es zu einem Krieg mit den No-Majs kommen könnte, wenn es ihnen nicht gelingt, die Bedrohung durch die Wesen aufzuhalten. Zudem werden im Trailer einige in die amerikanische Zaubergesellschaft integrierte Kobolde gezeigt.
Während der Olympischen Sommerspiele 2016 in Rio stellte Warner Bros. bei NBC einen neuen, 55 Sekunden langen Trailer zum Film vor. Ende September 2016 veröffentlichte Warner Bros. Pictures einen letzten Trailer. Dieser zeigt, wie Newt Scamander im MACUSA vor der Präsidentin Picquery aus seinem Koffer steigt, andererseits wie Jacob Kowalski in diesem versinkt und darin die Bekanntschaft mit ein paar Billywigs macht. In einer Szene ist eine Gruppe von Zauberern zu sehen, die von der Präsidentin angeführt wird und sich einigen Polizisten entgegenstellt, die mit halbautomatischen Gewehren bewaffnet sind. Des Weiteren ist eine Anzeige des MACUSA zu sehen, an der die aktuelle Bedrohung für die Zauberwelt abzulesen ist, und es waren erste Bilder eines Graphorns mit seinem Jungen und eines brüllenden Nundus zu sehen, aber auch eine kurze Szene, in der Newt Scamander einen Occamy in einer Teekanne einfangen kann. In einer anderen Szene ist Jacob zu sehen, der von einem Erumpent durch New York gejagt wird.
Ebenfalls im September 2016 wurden die offiziellen Merchandisingprodukte zum Film vorgestellt, darunter ein Koffer, Sweatshirts mit dem Emblem und dem Schriftzug des MACUSA, aber auch T-Shirts mit der Aufschrift No-Maj.
Ab Oktober 2016 veröffentlichte Google in Kooperation mit Warner Bros. bei Google Street View ausgewählte Fotos der Filmkulissen, die zusammen mit aktuellen Fotos der Straßen und Gebäude in die Detailansichten des New Yorker Stadtplans eingebettet wurden. Darunter befanden sich Fotos des MACUSA, der Steen National Bank, des Speakeasys The Blind Pig und des Apartments von Tina und Queenie Goldstein. Ein solches gemeinsames Projekt hatte es bereits mit Dreh- und Handlungsorten der Harry-Potter-Filme gegeben.
Am 13. Oktober 2016 wurde zeitgleich in London und in Los Angeles ein Fan Event veranstaltet. Eddie Redmayne, Katherine Waterston, Alison Sudol, Dan Fogler, der Regisseur David Yates und der Produzent David Heyman beantworteten im Rahmen der Veranstaltung in London Fragen zum Film, Colin Farrell und Jon Voight taten dies in Los Angeles. Am Ende der Veranstaltung stieß in London auch Rowling hinzu und äußerte sich zur Zukunft der Filmreihe. Im Rahmen des Fan Events wurde ein IMAX-Fan-Event-Featurette vorgestellt, das gleichzeitig von Warner Bros. Pictures veröffentlicht wurde.

### Veröffentlichung und Verwertung

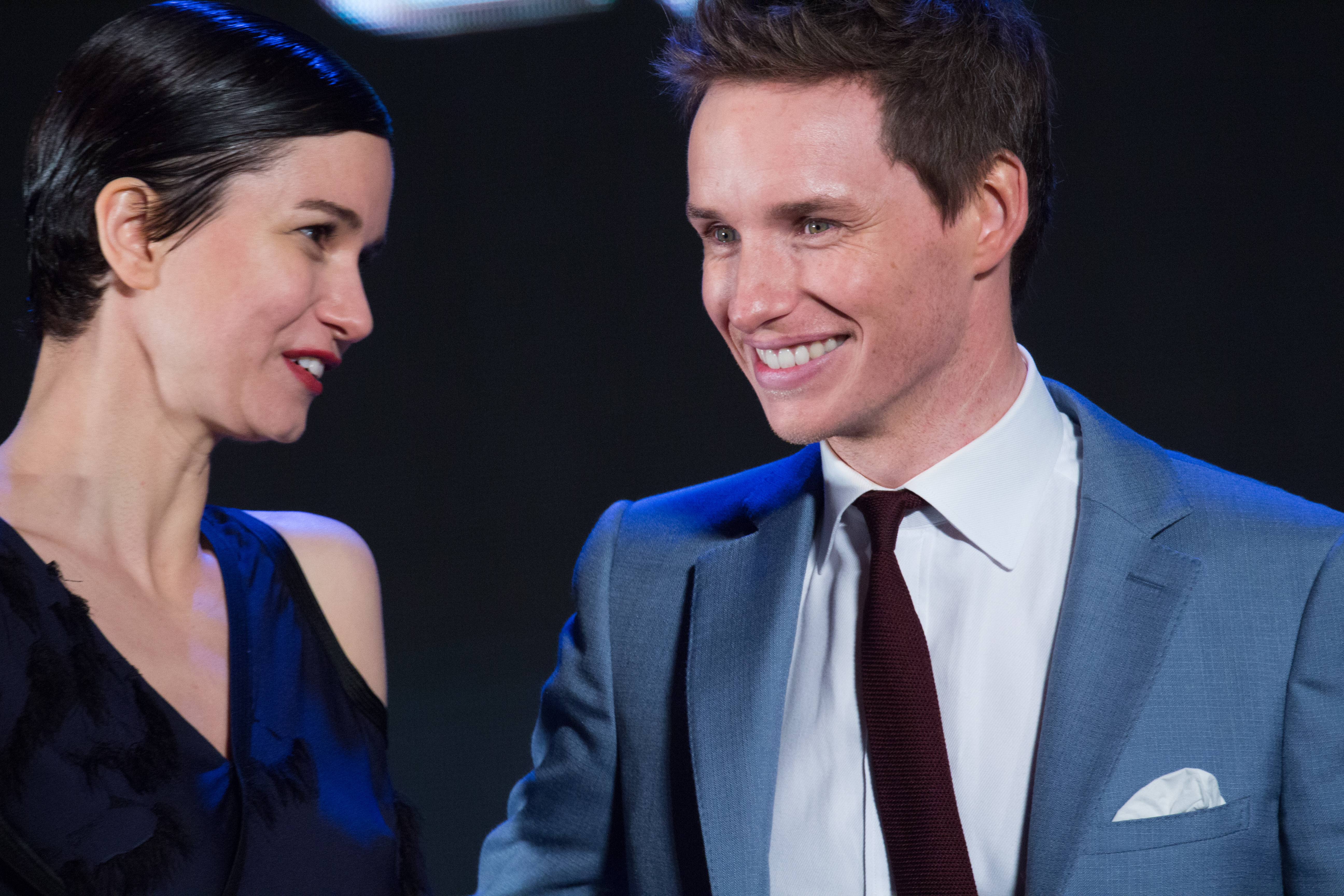
Katherine Waterston und Eddie Redmayne bei der Premiere des Films in Japan

Der Film feierte am 10. November 2016 in New York seine Weltpremiere und am 15. November 2016 seine offizielle Europapremiere in London. Diese fand in Anwesenheit der Schauspieler Eddie Redmayne, Katherine Waterston, Alison Sudol, Dan Fogler und Ezra Miller, des Regisseurs David Yates und der Autorin Joanne K. Rowling statt. Die Veranstaltung in London wurde von Warner Bros. live nach Berlin, Amsterdam, Paris, Madrid, Portugal, Brüssel, Helsinki, Moskau und Kiew übertragen. Am 18. November 2016 kam der Film offiziell in die US-Kinos und erschien bereits einen Tag früher in Deutschland. In den Tagen zuvor war der Film im Rahmen von Vorpremieren in Deutschland, Österreich und in der Schweiz zu sehen. Zeitgleich erfolgte eine Veröffentlichung in Russland, Indien, China und in einer Vielzahl weiterer Länder. In China, wo der Film zu einer der 38 ausländischen Produktionen gehörte, die dort im Jahr 2016 gemäß einer Quote gezeigt werden durften, erwarteten Experten höhere Einnahmen, als noch bei einzelnen Filmen der Harry-Potter-Reihe, die dort ebenfalls gezeigt wurden.
Der Film erschien auch in IMAX und in 3D und wurde als Blu-ray Disc und Ultra HD Blu-ray veröffentlicht. Seit 19. November 2017 wird der Film bei Sky Cinema, Sky Go und Sky On Demand gezeigt.

## Rezeption

### Altersfreigabe
In den USA wurde der Film von der MPAA wegen gewalttätiger Action-Fantasy auf PG-13 eingestuft. Diese Altersfreigabe hatten in den USA aus ähnlichen Gründen zuvor auch Harry Potter und der Feuerkelch, Harry Potter und der Orden des Phönix und beide Verfilmungen von Harry Potter und die Heiligtümer des Todes erhalten. In Deutschland, wo der Film FSK 6 ist, heißt es in der Freigabebegründung: „Der Film enthält einige bedrohliche und düstere Szenen, bei denen teils auch Menschen zu Tode kommen. Diese Szenen können auf Kinder im Grundschulalter kurzzeitig erschreckend wirken, aber im Kontext der zahlreichen positiven und entlastenden Szenen entfalten sie keine nachhaltig ängstigende Wirkung.“
Von der Deutschen Film- und Medienbewertung wurde Phantastische Tierwesen und wo sie zu finden sind trotz seines Schauerwertes mit dem Prädikat besonders wertvoll versehen. In der Begründung heißt es: „Auch wenn die Helden den Kampf gegen das Böse führen müssen, ist der Film an keiner Stelle zu düster und gruselig, er ist beste Unterhaltung für die ganze Familie. Man freut sich, wenn die guten Zauberer am Ende das zerstörte New York mit ihren Zauberstäben blitzschnell wiederherstellen.“

### Kritiken

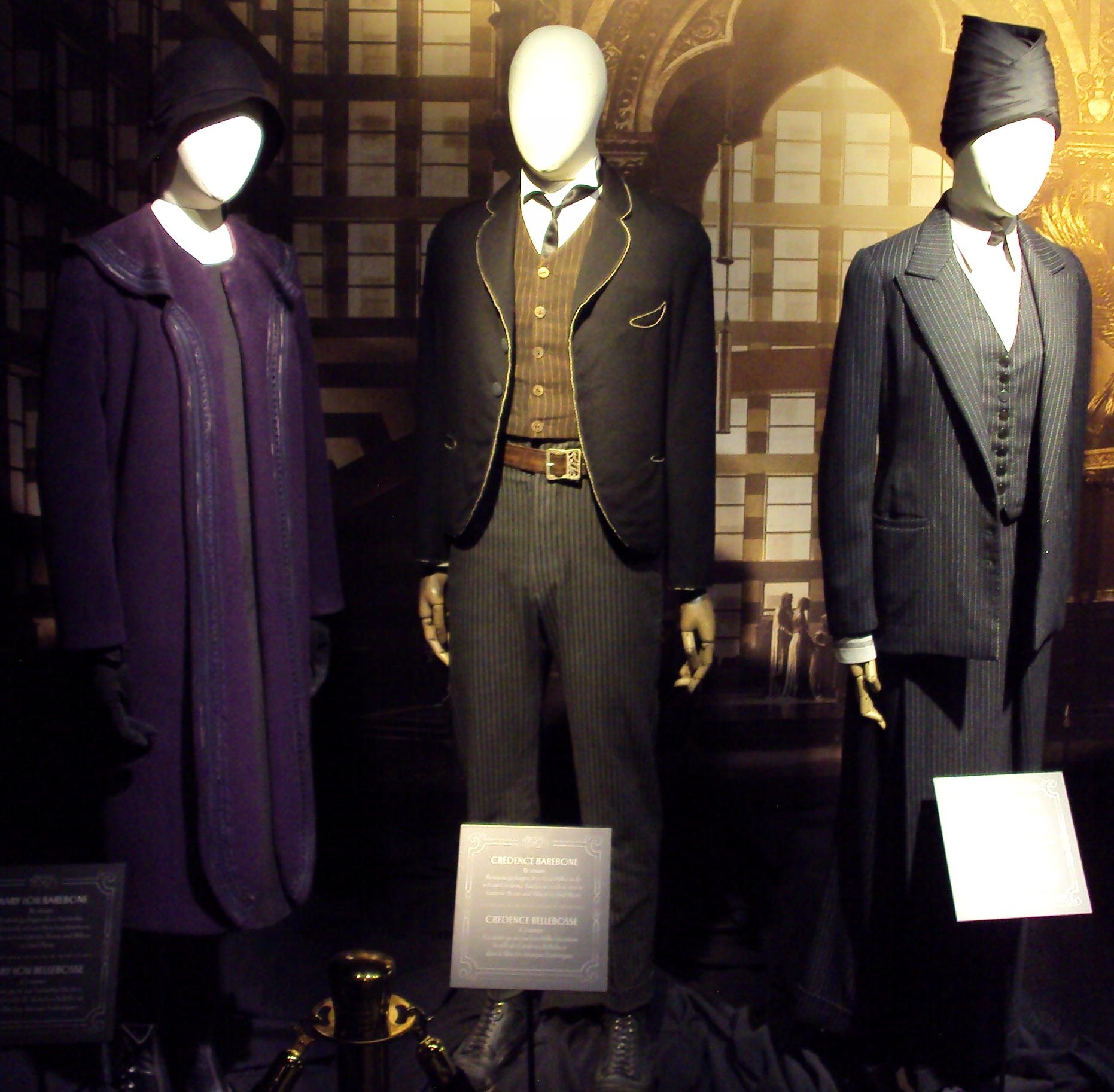
Die Kostüme von Mary Lou Barebone, Credence Barebone und Seraphina Picquery

Der Eindruck, den Journalisten nach einer Pressevorführung in New York in der Nacht vom 5. auf den 6. November 2016 vom Film hatten, war überwiegend positiv, und der Film konnte bislang 74 Prozent der Kritiker bei Rotten Tomatoes überzeugen.
So meint Erin Whitney von Screencrush, auch wenn es nur schwer vorstellbar sei, dass das allseits geliebte Heldentrio aus den Harry-Potter-Filmen getoppt werden könnte, zeige Phantastische Tierwesen und wo sie zu finden sind ein Spitzenquartett von würdigen Nachfolgern, bestehend aus Newt Scamander, Jacob Kowalski und Tina und Queenie Goldstein, bei denen die Chemie stimme und die Schwung und Zauber in den Film bringen. Redmayne, so Whitney, bringe seine gewohnte Schüchternheit auf überraschend reizvolle Weise in die Rolle von Newt Scamander ein, und Foglers trottelig, aber liebenswert gespielter Jacob werde sich sicher zu einem Liebling der Fans entwickeln, der zudem im Zentrum von einigen der besten Sequenzen des Films stehe. Whitney resümiert, Rowling und Yates gelinge es, einen in eine magische Welt zu transportieren, die man nicht mehr verlassen möchte.
Matt Goldberg von Collider erkennt im Film eindeutig die Handschrift von Rowling wieder und bemerkt, dass es im Film vier Handlungsstränge gebe, so den von Scamander und seinen Tierwesen, von Tina, von Credence und letztlich auch von Grindelwald. Rowling sei es gelungen, so Goldberg, diese auf wundersame Weise zu verweben, eine besondere Bedeutung käme allerdings Jacob zu, der einem helfe, nach acht Harry-Potter-Filmen in der magischen Welt immer wieder Neues zu entdecken. Jacob erlebe diese Welt und die darin lebenden magischen Tierwesen mit großer Verwunderung, ähnlich wie Harry Potter sie erlebt hatte. Der Unterschied jedoch sei, dass Jacob, wie der Zuschauer selbst, kein Zauberer, sondern in dieser Welt ein Außenseiter ist, der diese Wunder erlebt. Auch Malte Mansholt von Stern.de sagt, Scamanders No-Maj-Begleiter erleichtere den Zugang zur magischen Welt, und zudem sei es eine gute Entscheidung gewesen, die Handlung in den Zwanziger Jahren in New York anzusiedeln, so bleibe das Szenario frisch, ohne alles Bekannte über den Haufen zu werfen.
Im Dezember 2016 wurde bekannt gegeben, dass sich der Film in der reduzierten Vorauswahl für die Kategorie Beste visuelle Effekte der Oscarverleihung 2017 befindet.

### Einspielergebnis
Der Film landete in einer Reihe von Ländern nach seinem Start auf Platz 1 der Kino-Charts, darunter in den USA, China, Russland, Deutschland, Australien, Frankreich, Italien und in Südkorea. In Ländern wie in Spanien, den Niederlanden und im Vereinigten Königreich war dem Film der bislang beste Start des Jahres gelungen. In den USA blieb das Einspielergebnis am Startwochenende leicht hinter den Erwartungen und lag dort mit 74,4 Millionen US-Dollar auch leicht hinter den Filmen der Harry-Potter-Filmreihe. In China spielte der Film in nur drei Tagen 40,5 Millionen US-Dollar ein. In Deutschland, wo der Film an seinem Startwochenende 911.486 Besucher verzeichnete, wurde Phantastische Tierwesen und wo sie zu finden sind bezogen auf das Einspielergebnis der erfolgreichste neugestartete Film des Jahres. Bis 10. Januar 2017 hatte der Film in Kinos weltweit 797,4 Millionen US-Dollar eingespielt und zog damit an Harry Potter und der Gefangene von Askaban vorbei, der weltweit 796,7 Millionen US-Dollar einspielen konnte und der Film mit dem niedrigsten Einspielergebnis aus der Harry-Potter-Filmreihe ist. Die gesamten Einnahmen des Films aus Kinovorführungen belaufen sich bislang weltweit auf mehr als 814 Millionen US-Dollar.
In den deutschen Kinos konnte der Film bislang über 3,5 Millionen Besucher verzeichnen und befindet sich damit auf Platz 6 der im Jahr 2016 gestarteten Filme (Stand 7. Juli 2019). Weltweit befand sich der Film auf Platz 8 der erfolgreichsten Filme des Jahres 2016. Aktuell befindet sich der Film auf Platz 100 (Stand: 31. Dezember 2024) der weltweit erfolgreichsten Filme aller Zeiten.

### Auszeichnungen (Auswahl)
Der Film erhielt zahlreiche Nominierungen und Auszeichnungen, darunter eine Auszeichnung mit dem Editor’s Award für J. K. Rowling im Rahmen der Evening Standard British Film Awards 2017, vier Nominierungen im Rahmen der VES Awards 2017, eine Nominierung im Rahmen der Artios Awards 2017, eine Nominierung für Colin Farrell als bester Nebendarsteller im Rahmen der Irish Film and TV Awards 2017 und mehrere Nominierungen für Fae Hammond und Marilyn MacDonald im Rahmen der Make-Up Artists and Hair Stylists Guild Awards 2017. Im Rahmen der Oscarverleihung 2017 erhielt der Film in zwei Kategorien eine Nominierung. Hier eine Auswahl der erhaltenen Nominierungen und Auszeichnungen:
British Academy Film Awards 2017
- Nominierung als Bester britischer Film (David Yates, J. K. Rowling, David Heyman, Steve Kloves und Lionel Wigram)
- Nominierung für das Beste Kostümdesign (Colleen Atwood)
- Auszeichnung für das Beste Szenenbild (Stuart Craig und Anna Pinnock)
- Nominierung für die Besten visuellen Effekte (Tim Burke, Pablo Grillo, Christian Manz und David Watkins)
- Nominierung für den Besten Ton (Niv Adiri, Glenn Freemantle, Simon Hayes, Andy Nelson und Ian Tapp)[130][131]

Costume Designers Guild Awards 2017
- Nominierung in der Kategorie Excellence in Fantasy Film (Colleen Atwood)[132]

Critics’ Choice Movie Awards 2016 (Dezember)
- Nominierung für das Beste Szenenbild (Stuart Craig, James Hambidge und Anna Pinnock)
- Nominierung für die Besten Kostüme (Colleen Atwood)
- Nominierung für das Beste Hairstyling
- Nominierung für die Besten visuellen Effekte[133]

Europäischer Filmpreis 2017
- Nominierung für den Publikumspreis[134]

Excellence in Production Design Awards 2017
- Nominierung in der Kategorie Feature Fantasy Film[135]

Goldene Leinwand 2016
- Auszeichnung für über drei Millionen Kinobesucher in Deutschland

International Film Music Critics Association Awards 2016
- Nominierung als Beste Filmmusik des Jahres (James Newton Howard)
- Nominierung als Beste Musik für einen Fantasy-, Science-Fiction- oder Horrorfilm (James Newton Howard)[136]

Oscarverleihung 2017
- Nominierung für das Beste Szenenbild (Stuart Craig und Anna Pinnock)
- Auszeichnung für das Beste Kostümdesign (Colleen Atwood)[137]

Saturn Awards 2017
- Nominierung als Bester Fantasyfilm
- Nominierung als Bester Nebendarsteller (Dan Fogler)
- Nominierung für die Beste Filmmusik (James Newton Howard)
- Nominierung für die Beste Ausstattung (Stuart Craig)
- Nominierung für die Besten visuellen Effekte (Tim Burke, Christian Manz und David Watkins)
- Auszeichnung für das Beste Kostümdesign (Colleen Atwood)
- Nominierung für das Beste Make-up (Nicky Knowles)[138]

Teen Choice Awards 2016
- Nominierung in der Kategorie Choice AnTEENcipated Movie[139]

Teen Choice Awards 2017
- Nominierung in der Kategorie Choice Fantasy Movie
- Nominierung in der Kategorie Choice Fantasy Movie Actor (Eddie Redmayne)
- Nominierung in der Kategorie Choice Fantasy Movie Actress (Katherine Waterston)[140]

Three Empire Awards 2017
- Nominierung als Bester britischer Film
- Auszeichnung als Bester Schauspieler (Eddie Redmayne)
- Auszeichnung für die Besten Kostüme
- Auszeichnung für das Beste Make-Up und Hairstyling
- Nominierung für die Besten visuellen Effekte
- Auszeichnung für die Beste Ausstattung[141][142]

Washington DC Area Film Critics Association Awards 2016
- Nominierung für das Beste Szenenbild (Stuart Craig und Anna Pinnoc)[143]

## Fortsetzungen

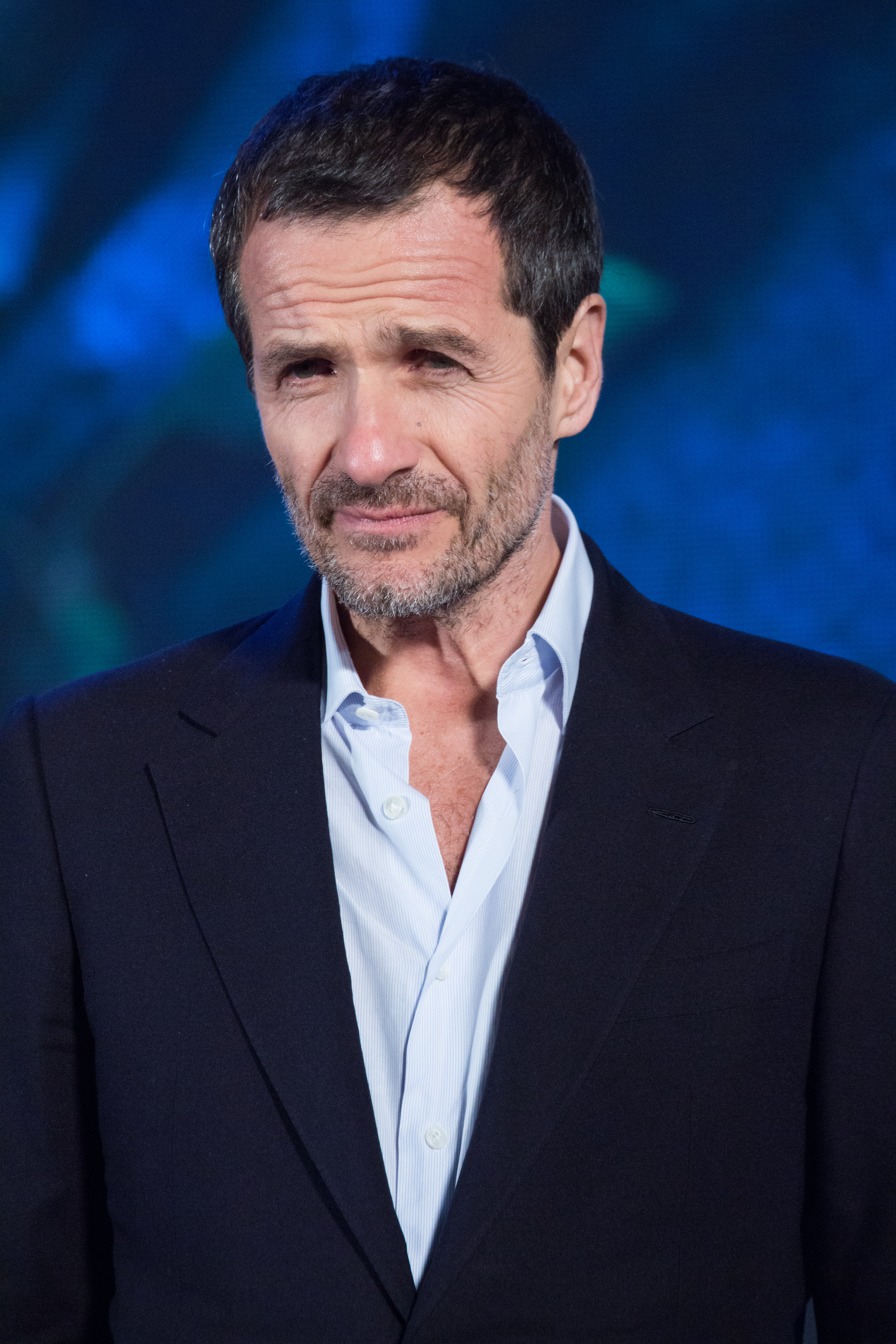
Produzent David Heyman bei der Premiere des Films in Japan

Bereits im Oktober 2014 hatte Warner Bros. bekannt gegeben, dass es sich bei Phantastische Tierwesen und wo sie zu finden sind um eine Filmreihe handele, mindestens aber eine Trilogie geplant ist. Dies wurde von Rowling Ende Februar 2016 bestätigt und Anfang August 2016 nochmals von Warner Bros., zudem auch, dass David Yates wieder Regie führen soll. Warner Bros. kündigte des Weiteren an, die Fortsetzung werde sich tiefer in die zunehmend dunkle Zeit für die Zauberwelt hinein begeben.
Im Juli 2016 wurde bekannt, dass Rowling die Arbeiten am Drehbuch zum ersten Teil der Fortsetzung bereits abgeschlossen hatte. Yates erklärte im September 2016, zwei Monate vor der Premiere von Phantastische Tierwesen und wo sie zu finden sind, wenn sich die Geschichte fortsetzte, wisse er schon, dass man nicht zwangsweise in Amerika bleibe. Lediglich der erste Film der Reihe spiele ausschließlich in den USA, die Fortsetzungen werden sich jedoch auch in anderen Teilen der Welt weiterentwickeln. Im Rahmen eines Fan Events am 13. Oktober 2016 sagte Rowling, dass sie insgesamt fünf Filme in der Reihe plane.
Im zweiten Film der Reihe wird die Geschichte in Paris weiterentwickelt, spielt aber teilweise auch in Großbritannien und nochmals in den USA. Erneut ist im Film Eddie Redmayne in der Rolle des Magiezoologen Newt Scamander zu sehen, soll allerdings nicht zwangsläufig im Mittelpunkt der Handlung stehen, wie Produzent David Heyman Ende November 2016 andeutete. Credence Barebone soll zu einer entscheidenden Figur in der Geschichte werden, und auch der jüngere Albus Dumbledore (Jude Law) soll im Film eine wichtige Funktion haben. Zudem soll Gellert Grindelwald (Johnny Depp) als Bösewicht agieren. Nach derzeitigen Planungen soll die Rolle der Tierwesen im zweiten Teil kleiner ausfallen, allerdings ist der Auftritt eines noch nicht genauer bestimmten chinesischen Wesens geplant.
Mitte November 2017 wurde bekannt, dass der zweite Teil der Reihe Phantastische Tierwesen: Grindelwalds Verbrechen (im Original: Fantastic Beasts: The Crimes of Grindelwald) heißen wird. Im Januar 2018 erklärte Yates, dass alle Filme der geplanten Reihe in unterschiedlichen Städten spielen sollen. Der zweite Teil erschien am 16. November 2018, also zwei Jahre nach dem ersten Film, in den USA.
Teil Nummer drei sollte am 20. November 2020 in die US-amerikanischen Kinos kommen, der Starttermin wurde 2019 aber um ein Jahr auf den 12. November 2021 verschoben. Aber auch dieser Termin wurde nicht eingehalten, der geplante Starttermin in Deutschland wurde zuerst auf den Juli 2022 verlegt, dann jedoch auf den 14. April 2022 vorgezogen. Erst im September 2021 wurde der Titel der zweiten Fortsetzung bekannt gegeben: Phantastische Tierwesen: Dumbledores Geheimnisse. Der erste richtige Trailer nach einem kurzen Teaser erschien am 13. Dezember 2021.